# 先笄
先笄（さっこ、さきこうがい）は江戸時代後期に上方を中心に西日本の町家の若い既婚女性によく結われた髷（喜田川 守貞『守貞謾稿』によると現在の愛知県岡崎市内にあったある村の西と東で既婚女性が「先笄」「両輪」に結う地域と「丸髷」に結う地域の二手に分かれた。）。
一般には明治の末頃まで結われたという。
現代では舞妓が衿替え（舞妓から芸妓になること）直前の挨拶回りに結う（町家のものとはやや形が異なっている）。

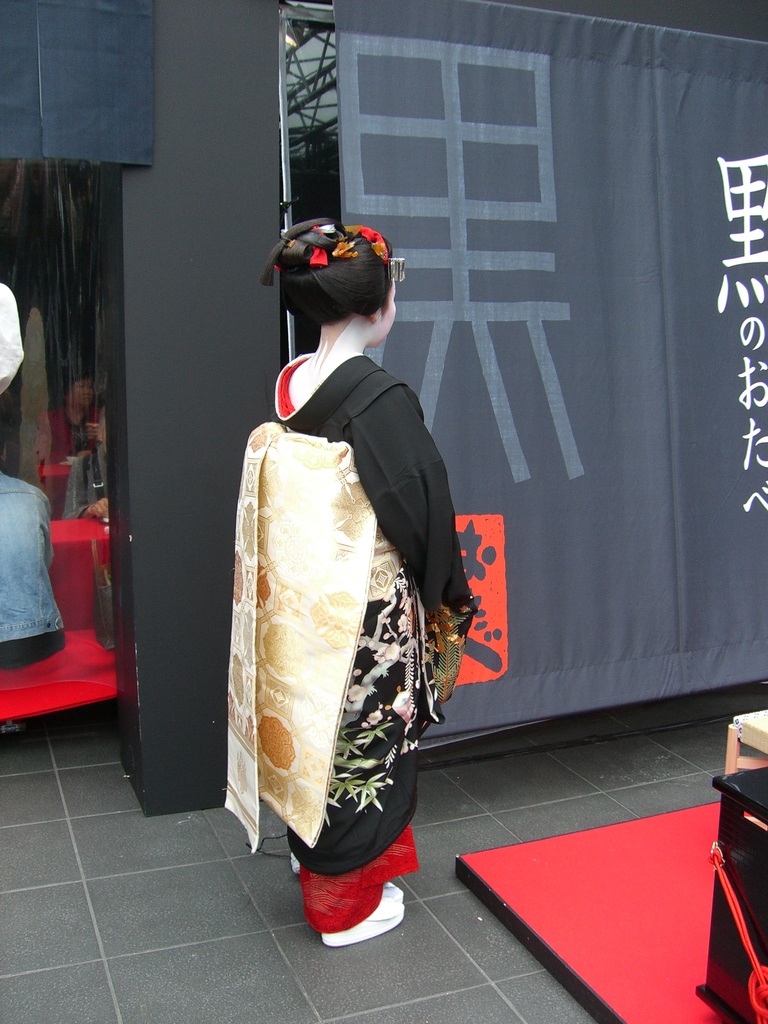
舞妓

## 先笄と先笄に似た髷
先笄は結うときに笄が不可欠な「笄髷」の一種。
後頭部で髪をひとつにまとめて折り返し、笄に毛束を交差して巻き付けた後、毛束を髷の根元に折り返して持って来て「さばき橋」（髷の上を縦断する毛束）にする。
髪飾りは髷の根元に手絡を巻きつけて、一揃いの櫛、笄、（以下簪）前挿し、根挿し、いち留を使用する（舞妓は鼈甲に統一し花簪を挿す）。
先笄と同じ結い方で輪を水平にして島田髷に形を似せ、「さばき橋」がないものを粋書髷と呼び京都の二十代前半ごろの女性がよく結った。
上方を中心に西日本の既婚女性が多く結った両輪髷は笄髷を勝山髷風に結ったもので、先笄と見た目がよく似ている。先笄と違って髷の根を上げず、逆に下に折り曲げるのが特徴。